# David Dunbar Buick
David Dunbar Buick (17. září 1854 Arbroath, Angus, Skotsko – 5. března 1929 Detroit) byl americký vynálezce a zakladatel společnosti Buick Motor Company. Narodil se ve Skotsku ve městě Arbroath. Když mu byly dva roky, jeho rodiče emigrovali do Spojených států, do Detroitu ve státě Michigan.

## Životopis
V roce 1869 opustil školu a začal pracovat pro firmu vyrábějící armatury. Firma se v roce 1882 dostala do problémů, a tak ji Buick s dalším partnerem převzali. Toho času začal Buick plnit novátorské sliby, začal vyrábět mnoho novinek jako například postřikovač na trávník, a vymyslel způsob, jak trvale pokrýt litinu smaltem, což umožnilo výrobu „bílých“ van za nižší náklady. Ačkoli smaltované vany se dnes běžně nevyrábí, tato metoda se stále používá. Kombinace Buickových inovací a vedení, o nějž se staral jeho společník, přinesla firmě úspěch.
Během 90. let 19. století se Buickův zájem přesunul k motorům s vnitřním spalováním a začal s nimi experimentovat. Na firmu mu však zbývalo málo času. Jeho spolupracovník začínal ztrácet trpělivost a nakonec firmu prodal.
Nyní mohl Buick všechen čas a peníze věnovat práci s motory. Roku 1899 založil novou firmu se jménem Buick Auto-Vim and Power Company. Hlavním zájmem společnosti bylo dodávat na trh motory pro zemědělské účely. Později Buick změnil výrobu motorů ve výrobu kompletních automobilů. Soustředil se také na výzkum a vývoj v ceně výroby a prodeje. Výsledek ukázal, že spotřeboval svůj kapitál na začátku roku 1902 bez záruky jakéhokoli podstatného obratu.
A právě na začátku roku 1902 Buick založil druhou společnost – Buick Manufacturing Company, která se měla soustředit na výrobu a prodej motorů pro jiné automobilové společnosti, tak i na výrobu a prodej vlastních automobilů. Znovu se ale objevily finanční problémy spojené s výrobou a vývojem automobilů; na konci roku 1902 již Buickovi nezbývaly žádné peníze, pochlubit se v tom okamžiku mohl pouze jedním automobilem. Díky tomu, že se soustředil na vyvíjení, mohl vyvinout motory, které měly visutý ventil (tzv. „Valve-in-Head“). Tato revoluční metoda výroby motorů umožnila vyrobit mnohem silnější motory než v té době používané motory s ventily na boku. Motory s visutým ventilem využívala většina výrobců aut, nyní však tyto motory pravidelně vyrábí pouze GM a Chrysler. Všechny moderní motory jsou v podstatě odvozené od toho, který vynalezl Buick.
Peníze mu však dlouho nevydržely, a tak byl Buick nucen pomoci si půjčkou 5 tisíc dolarů od svého přítele a automobilového nadšence Benjamina Briscoea. S jeho finanční pomocí mohl Buick založit společnost Buick Motor Company, která se později stala základem General Motors.
Buick zemřel 5. března 1929 na rakovinu tlustého střeva.